# Caradrina inumbratella
Caradrina inumbratella är en fjärilsart som beskrevs av Rudolf Pinker 1980. Caradrina inumbratella ingår i släktet Caradrina och familjen nattflyn. Inga underarter finns listade i Catalogue of Life.